# الكلايب (أولاد حجاج)
الكلايب هو دُوَّار يقع بجماعة غياتة الغربية، إقليم تازة، جهة فاس مكناس في المملكة المغربية. ينتمي الدوّار لمشيخة أولاد حجاج التي تضم 24 دوار. يقدر عدد سكانه بـ 360 نسمة حسب الإحصاء الرسمي للسكان والسكنى لسنة 2004.

## روابط خارجية
- البوابة الوطنية للجماعات الترابية
- المندوبية السامية للتخطيط